# Isoconazole
L'isoconazole est un antimycosique.

## Mode d'action
L'isoconazole inhibe la synthèse de l'ergostérol, molécule constitutive de la membrane fongique.

## Spécialités contenant de l'isoconazole
- FAZOL